# Зіркомох зірчастий
Зіркомох зірчастий (Mnium stellare) — вид мохів порядку головмохальних (Bryales).

## Поширення
Ареал охоплює такі частини світу: Європа, Північна Америка, Азія.
Населяє основи дерев, пні, береги ґрунту, ґрунт над скелями, вологі затінені місця; від низьких до помірних висот;.

## Характеристика
Рослини 0.5–2(5) см. Стебла червоні або червонувато-коричневі. Листки від зеленого до темно-зеленого, в сухому стані злегка зігнуті й хвилясті, овально-еліптичні чи еліптичні, 1.5–2.5 мм; краї зелені, 1-шаруваті, цілі або слабозубчасті дистально, рідко до середини листка, зубці поодинокі, дрібні, тупі (часто округлі), зрідка дещо парні; верхівка гостра, округло-гостра або притуплена. Вид дводомний. Коробочка від блідо- до темно-коричневої, 2–3 мм. Спори 20–29 мкм.